# Wolfersgrün (Wallenfels)
Wolfersgrün ist ein Gemeindeteil der Stadt Wallenfels im oberfränkischen Landkreis Kronach in Bayern.

## Geographie
Das Kirchdorf liegt auf einem Höhenrücken, der im Süden ins Tal der Lamitz und im Westen ins Tal des Wellesbachs abfällt. Eine Gemeindeverbindungsstraße führt nach Schnappenhammer zur Bundesstraße 173 (3,5 km südlich) bzw. zur Kreisstraße KC 32/HO 41 (0,3 km nördlich), die südwestlich nach Neuengrün bzw. nordöstlich nach Geroldsgrün zur Staatsstraße 2194 verläuft. Ein Wirtschaftsweg führt den Höhenrücken entlang nach Wellesberg (2,3 km südwestlich).

## Geschichte
Wolfersgrün ist im Frankenwald eine der jüngsten Rodungssiedlungen des 11. bis 13. Jahrhunderts. Die etwa drei Kilometer entfernte Burg Hohenrod wurde in der zweiten Hälfte des 12. Jahrhunderts erbaut. Die Höhensiedlung Wolfersgrün wurde 1323/1327 im Bamberger Urbar als zum Burggut Waldenfels gehörend erwähnt. Die Burg befand sich oberhalb der jetzigen Stadt Wallenfels auf dem Schlossberg. Gemäß einem Nachtrag von 1348 zum Urbar war der zeitweise unbewohnte Ort wieder eingerichtet worden. Eisenerzbergbau förderte die Besiedlung der Hochfläche. „Wolframsgrün“ hatte anfangs zwei Höfe, später neun Mann.
Gegen Ende des 18. Jahrhunderts bestand Wolfersgrün aus elf Anwesen (fünf Halbhöfe, sechs Viertelhöfe). Das Hochgericht übte das bambergische Centamt Wallenfels aus. Die Dorf- und Gemeindeherrschaft sowie die Grundherrschaft über alle Anwesen hatte das Vogteiamt Wallenfels.:S. 521
Wolfersgrün kam durch den Reichsdeputationshauptschluss im Jahr 1803 an das Kurfürstentum Bayern. Mit dem Gemeindeedikt wurde Wolfersgrün dem 1808 gebildeten Steuerdistrikt Wallenfels zugewiesen. Infolge des Zweiten Gemeindeedikts (1818) entstand die Ruralgemeinde Wolfersgrün, zu der Oberwellesmühle, Unterwellesmühle und Wellesberg gehörten. Sie war in Verwaltung und Gerichtsbarkeit dem Landgericht Kronach zugeordnet und in der Finanzverwaltung dem Rentamt Kronach, 1919 in Finanzamt Kronach umbenannt. In der ersten Hälfte des 19. Jahrhunderts wurde auf dem Gemeindegebiet Engelhardsgrün gegründet. Ab 1862 gehörte Wolfersgrün zum Bezirksamt Kronach (ab 1939 Landkreis Kronach). Die Gerichtsbarkeit blieb beim Landgericht Kronach, seit 1880 ist das Amtsgericht Kronach zuständig.:S. 608 Die Gemeinde hatte ursprünglich eine Fläche von 5,510 km², die 5,950 km² im Jahr 1925 betrug. Durch die Umgemeindung von Wellesberg mit Ober- und Unterwellesmühle nach Neuengrün am 1. April 1951 verringerte sich die Fläche auf 4,149 km².

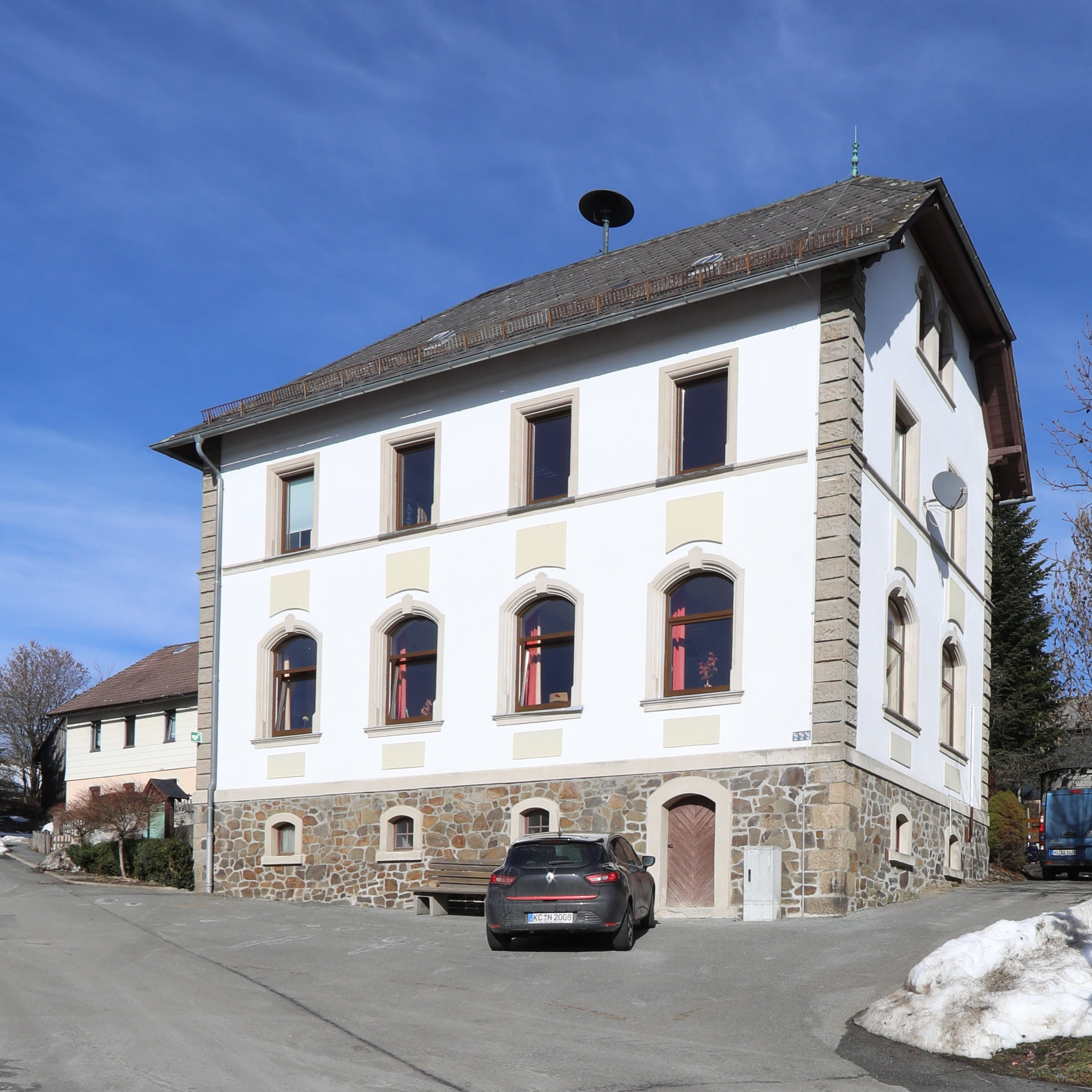
Alte Schule

Im Zuge der Gebietsreform in Bayern wurde die Gemeinde Wolfersgrün am 1. Juli 1972 nach Wallenfels eingegliedert.
Anfang der 2020er Jahre soll der An- und Umbau der 1905 errichteten alten Schule zum Gemeinschaftshaus erfolgen. Seit dem Jahr 2014 baut ein Landwirt Nutzhanf an.

### Einwohnerentwicklung
Gemeinde Wolfersgrün
| Jahr | Einwohner | Häuser | Quelle |
| ---- | --------- | ------ | ------ |
| 1840 | 292       |        | [ 13 ] |
| 1852 | 342       |        | [ 13 ] |
| 1855 | 343       |        | [ 13 ] |
| 1861 | 344       |        | [ 14 ] |
| 1867 | 348       |        | [ 15 ] |
| 1871 | 342       | 49     | [ 16 ] |
| 1875 | 330       |        | [ 17 ] |
| 1880 | 350       |        | [ 18 ] |
| 1885 | 350       | 45     | [ 8 ]  |
| 1890 | 354       | 51     | [ 19 ] |
| 1895 | 334       |        | [ 13 ] |
| 1900 | 315       | 55     | [ 20 ] |

| Jahr | Einwohner | Häuser | Quelle |
| ---- | --------- | ------ | ------ |
| 1905 | 307       |        | [ 13 ] |
| 1910 | 297       |        | [ 21 ] |
| 1919 | 312       |        | [ 13 ] |
| 1925 | 323       | 61     | [ 9 ]  |
| 1933 | 332       |        | [ 13 ] |
| 1939 | 306       |        | [ 13 ] |
| 1946 | 309       |        | [ 13 ] |
| 1950 | 375       | 70     | [ 1 ]  |
| 1952 | 386       |        | [ 13 ] |
| 1961 | 340       | 61     | [ 22 ] |
| 1970 | 296       |        | [ 23 ] |

Kirchdorf Wolfersgrün
| Jahr      | 001804 | 001818  | 001861 | 001871 | 001885 | 001900 | 001925 | 001950 | 001961 | 001970 | 001987 | 002015 |
| Einwohner | 64     | 104     | 237    | 255 *  | 273 *  | 231    | 276    | 343    | 296    | 286    | 256    | 215    |
| Häuser    |        | 13      |        |        | 35 *   | 34     | 50     | 60     | 61     |        | 68     |        |
| Quelle    | [ 24 ] | :S. 608 | [ 14 ] | [ 16 ] | [ 8 ]  | [ 20 ] | [ 9 ]  | [ 1 ]  | [ 22 ] | [ 23 ] | [ 25 ] | [ 2 ]  |

## Wappen
Das im Jahr 1970 genehmigte Wappen zeigt in Grün einen silbernen Balken, darin ein durchgehendes rotes Balkenkreuz; oben einen silbernen Hemmschuh, unten eine waagrecht liegende silberne Hirschstange.

## Sehenswürdigkeiten

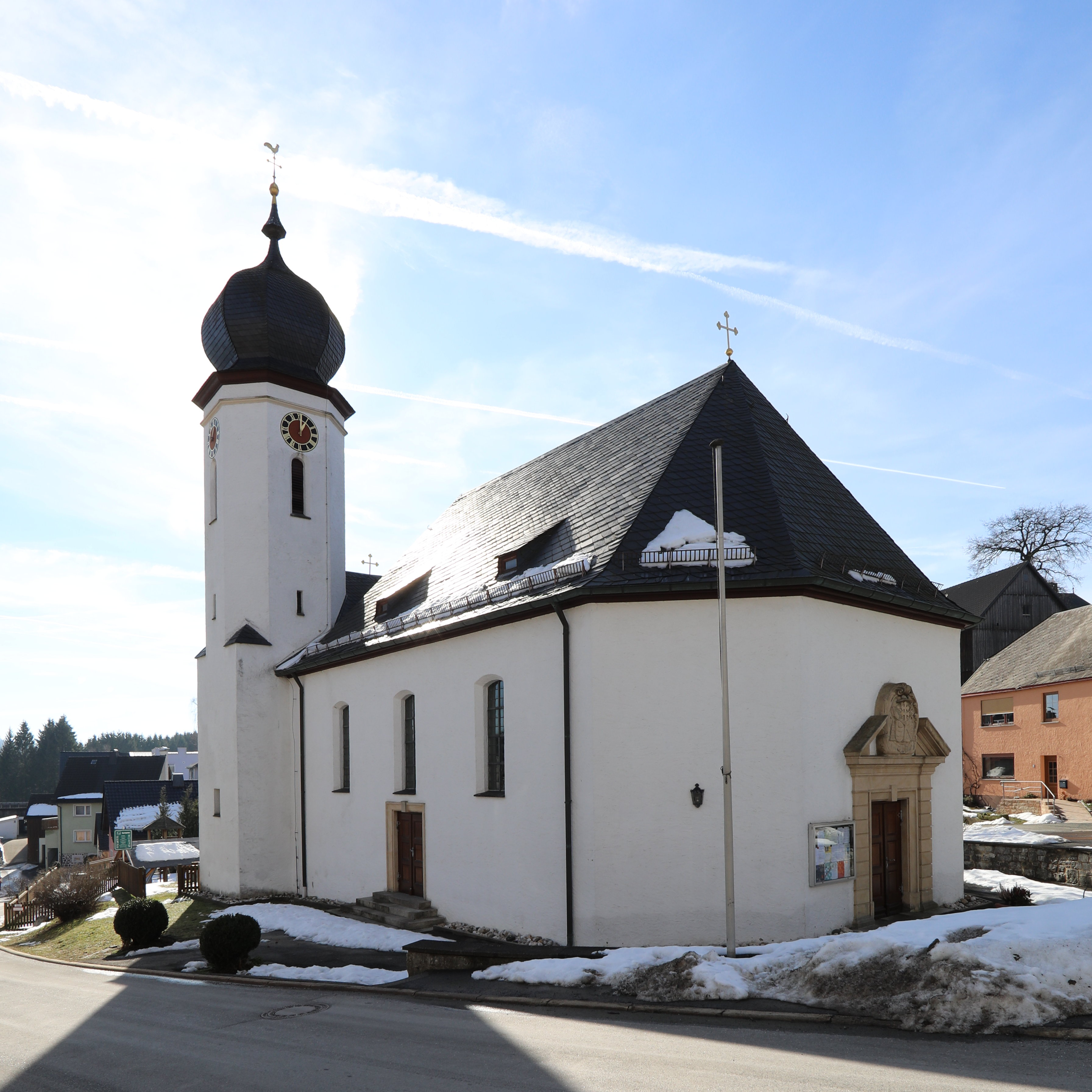
St. Georg

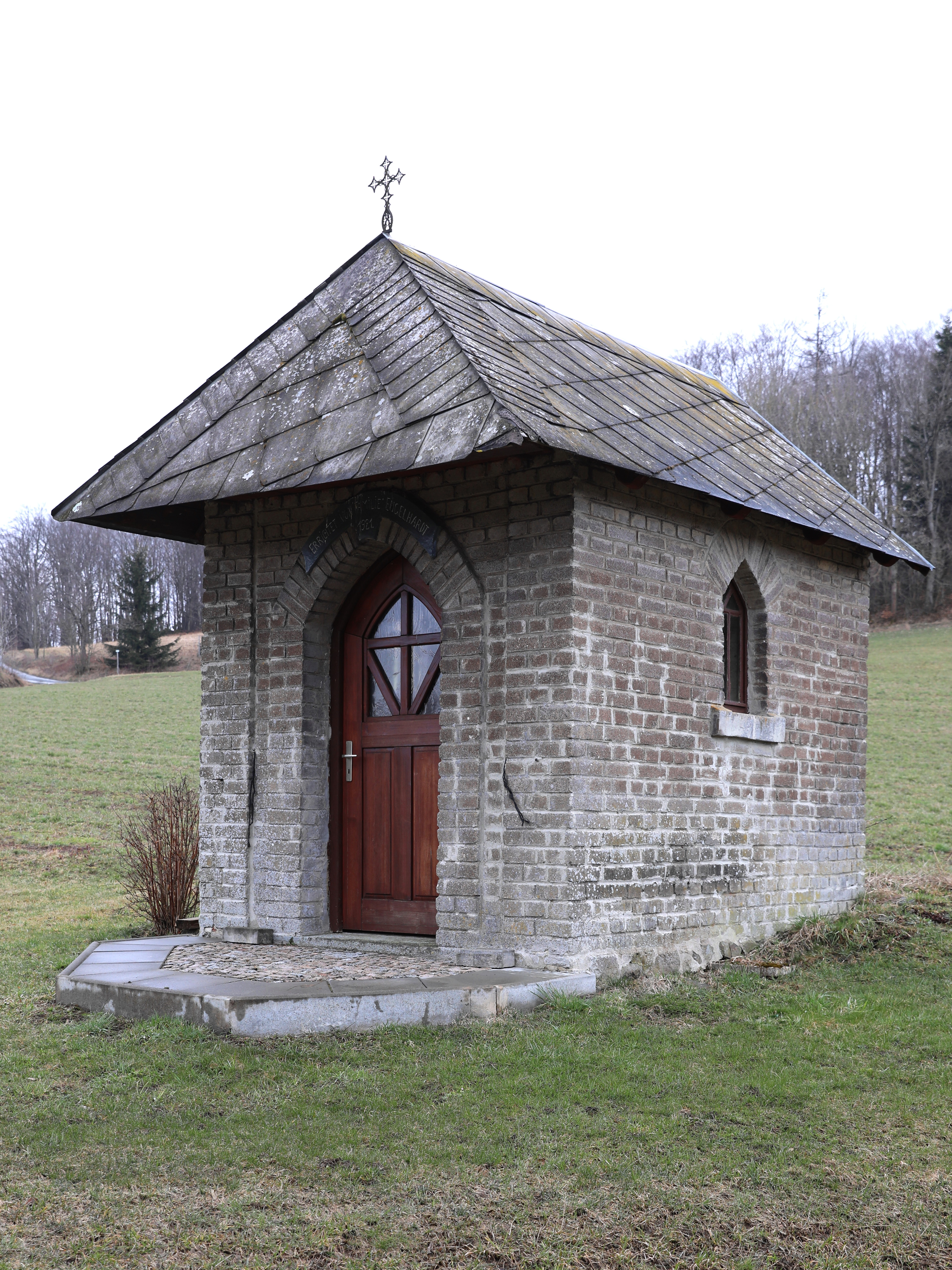
Feldkapelle

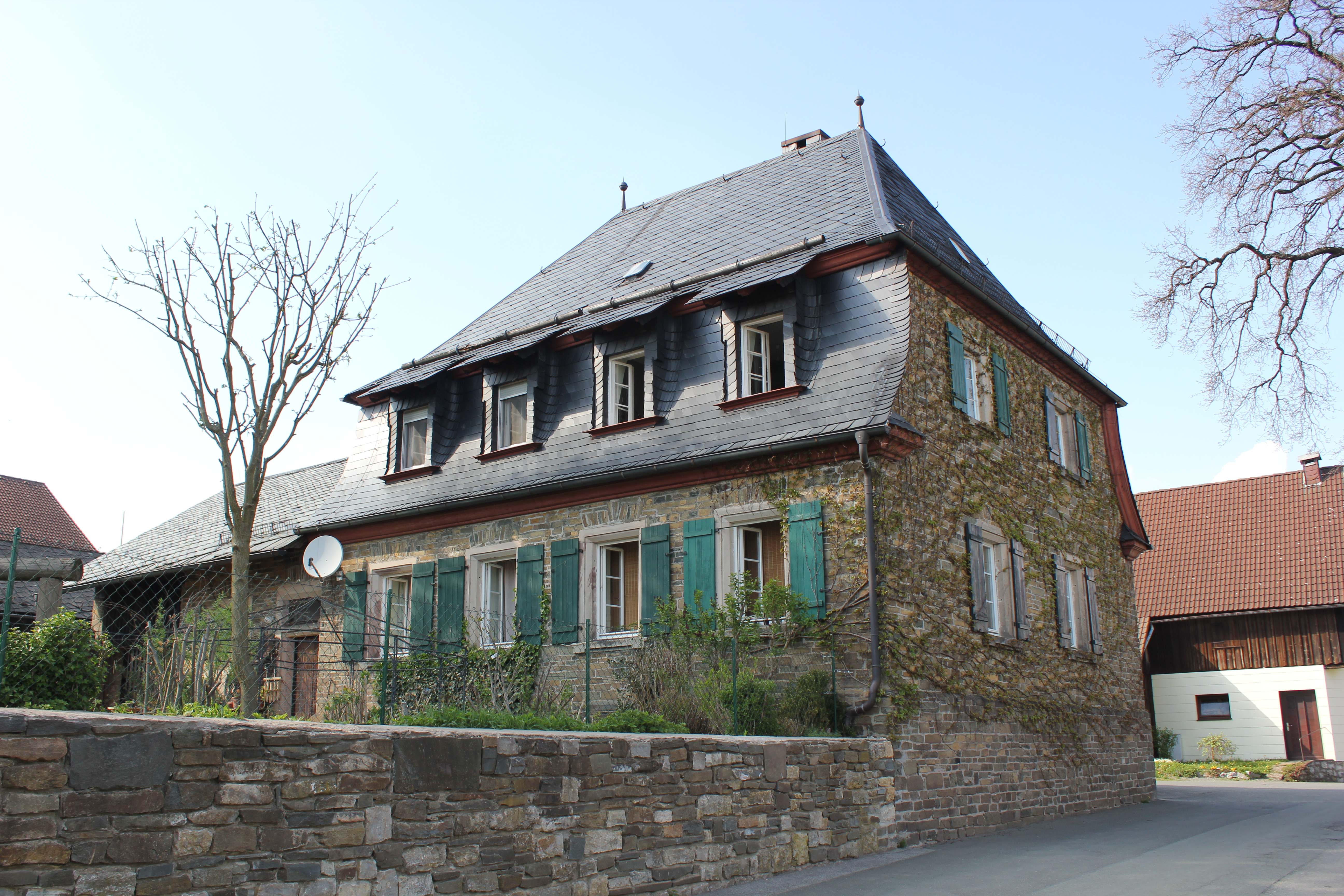
Forstamt

### Katholische Filialkirche St. Georg
Die erste Kirche errichtete die Gemeinde 1872 aus Backsteinmauerwerk im gotischen Baustil mit einem spitzen Kirchturm auf dem Anger. Das Gotteshaus wurde 1947/1948 durch einen Neubau an gleicher Stelle nach Plänen des Bamberger Architekten Toni Schenk ersetzt. Die Bauausführung oblag dem Baumeister Heinrich Geiger aus Friesen. Der Grundstein wurde am 30. Juli 1947 gelegt, die Weihe folgte am 7. November 1948 durch den Bamberger Erzbischof Joseph Otto Kolb. Im Jahr 1951 wurden drei von der Bamberger Glockengießerei Lotter gegossene Glocken aufgehängt. Die Kirche steht, das Ortsbild prägend, in der Dorfmitte. Es ist ein Saalbau mit einem seitlichen, schlanken Chorseitturm mit einer Zwiebelhaube. Im Chorraum befindet sich eine Kreuzigungsgruppe von Josef Kirchner aus Bad Kissingen. Der Volksaltar und Ambo sind Werke des Kronacher Bildhauers Heinrich Schreiber. Der Tisch hat an seiner Front als Relief einen Weinstock als Zeichen des Lebens zur Aktivierung der Gemeinde.

### Feldkapelle
Am östlichen Ortsrand steht auf einem Feld eine Kapelle, die 1921 aus Dankbarkeit für die gesunde Rückkehr eines Sohnes aus dem Ersten Weltkrieg von den Eltern errichtet wurde. In dem kleinen Backsteinbau mit einem schiefergedeckten Satteldach befindet sich unter anderem ein schlichter Holzaltar mit einer bemalten Figur der Heiligen Rita.

### Baudenkmäler
In der Bayerischen Denkmalliste sind drei Baudenkmäler aufgeführt:
- Haus Nr. 29: Forstamt, ein eingeschossiger Mansardhalbwalmdachbau von 1852
- Zwei Bildstöcke

## Religion
Der Ort ist römisch-katholisch geprägt und nach Mariä Geburt (Steinwiesen) gepfarrt.:S. 521 Eine katholische Bekenntnisschule befand sich seit dem 19. Jahrhundert vor Ort. Seit 1842 wird der Ort von der katholischen Kuratiekirche Aufnahme Mariens in den Himmel in Neuengrün betreut. Die protestantische Minderheit ist nach St. Jakobus in Geroldsgrün gepfarrt.